# Harry d'Abbadie d'Arrast
Pour les articles homonymes, voir Abbadie.
Henri d'Abbadie d'Arrast, ou Harry d'Abbadie d'Arrast, est un réalisateur et scénariste français, né le 6 mai 1897 à Buenos Aires, Argentine et mort le 17 mars 1968 à Monte-Carlo, Monaco. Harry d'Abbadie d'Arrast réalise des comédies de mœurs. Il a une carrière brillante, mais brève et orageuse.

## Biographie
Henri, né le 6 mai 1897 à Buenos Aires, est le fils de Arnauld Michel d'Abbadie d'Arrast (1860-1918) qui construisait le réseau de tramway de Buenos Aires. Henri est élève du Lycée Janson-de-Sailly à Paris.
Ses grands-parents paternels sont Charles et Marie d'Abbadie d'Arrast. Charles est le frère cadet d'Antoine d'Abbadie et d'Arnauld Michel d'Abbadie d'Arrast, connus pour leur exploration de l'Éthiopie.
Son introduction dans l'industrie cinématographique est fortuit. Il est blessé pendant la Première Guerre mondiale et, pendant sa convalescence, il rencontre George Fitzmaurice, déjà un réalisateur, qui lui invite de venir à Hollywood.
Henri arrive à Hollywood en 1922 et travaille comme documentaliste et assistant sur plusieurs films. Il travaille comme assistant avec :  
- Charles Chaplin sur L'Opinion publique (1923) avec vedettes Edna Purviance et Adolphe Menjou, dont il joue un petit rôle)[2] ;

- La Ruée vers l'or (1925)[3], comme assistant réalisateur ;

Harry d'Abbadie d'Arrast reste toujours ami avec Chaplin qui séjourne à trois reprises (1925, 1926 et 1931), au château d'Etchaux, son propriété familiale à Saint-Étienne-de-Baïgorry.
- Les Ailes de William A. Wellman[4]..

En 1927 il a la possibilité de diriger lui-même trois films muets pour le compte de la Paramount Pictures. Des comédies caustiques : Sérénade, A Gentleman of Paris et Monsieur Albert dans lesquelles l'acteur vedette de L'Opinion publique, Adolphe Menjou, joue également les rôles principaux. 
Le passage au cinéma parlant ne lui pose aucun problème, comme en témoigne le succès de son film Laughter, chef-d'œuvre de cynisme et de sophistication, sorti en 1930. Aux Oscars du cinéma 1931 ce film est nommé pour l'Oscar de la meilleure histoire originale, à la 4e cérémonie des Oscars.
Harry d'Abbadie d'Arrast réalise sept films entre 1927 et 1933, tous très appréciés pour leurs dialogues sophistiqués et mordants, leur photographie et leur tempo cinématographique. Malheureusement, à cause de son caractère irascible (refus d'accélérer la production, refus d'accepter systématiquement les acteurs que le producteur veut imposer, etc.) il se confronte à des moguls comme Samuel Goldwyn sur le film Raffles, puis à David O. Selznick sur Topaze (adaptation de la pièce éponyme de Marcel Pagnol dont John Barrymore est la vedette). 
Le résultat est qu'il est blackboulé et ne trouve plus de travail à Hollywood qu'il quitte en 1933 pour l'Espagne où il réalise une version du Tricorne.
De retour à Hollywood en 1935, il ne trouve plus jamais de travail comme réalisateur, mais contribue à plusieurs scenarii.

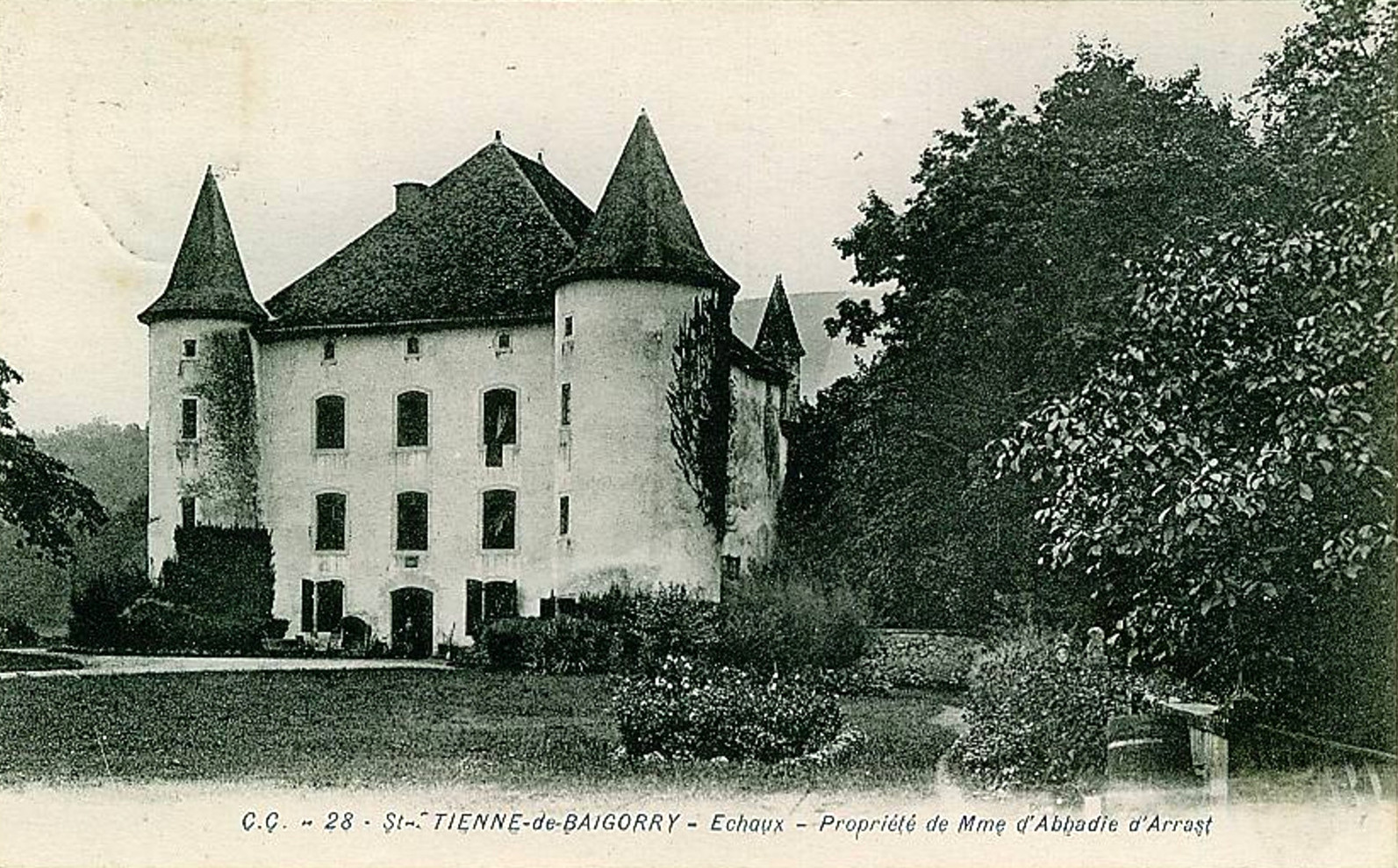
Château d'Etchaux

Il se marie avec l'actrice Eleanor Boardman, ex-épouse de King Vidor. 
En 1946, le couple quitte définitivement les États-Unis pour habiter à Saint-Étienne-de-Baïgorry au château d'Etchaux, la maison familiale. 
La fortune personnelle d'Harry d'Abbadie d'Arrast lui permet, au début, de passer de très longs séjours à l'Hôtel de Paris, à Monte Carlo, et de fréquenter assidument le casino. Il ne perce pas le secret des martingales. Son épouse Eleanor, qui retourne aux États-Unis, assure ses frais essentiels.
Il meurt le 17 mars 1968 à Monte Carlo et enterré au cimetière de Saint-Étienne-de-Baïgorry au Pays basque,

## Filmographie
Harry d'Abbadie a réalisé neuf films et est le scénariste de sept autres.

### Réalisateur
- 1927 : Sérénade[10]

- 1927 : A Gentleman of Paris[11]

- 1927 : Monsieur Albert (Service for Ladies)[12]

- 1928 : Martini dry (Dry Martini)[13]

- 1928 : Femme (The Magnificent Flirt)[14]

- 1930 : Rire (Laughter)[15]

- 1930 : Raffles (non crédité, remplacé par George Fitzmaurice)[16]

- 1933 : Topaze[17]

- 1934 : La Meunière débauchée (La Traviesa molinera, It Happened in Spain, Le Tricorne)[18]

### Scénariste
- 1928 : Femme (The Magnificent Flirt) de lui-même
- 1930 : Laughter de lui-même
- 1931 : Rive Gauche de lui-même[19]
- 1931 : Lo mejor es reir d'Emmerich Wojtek Emo Florián Rey
- 1931 : Die Männer um Lucie d'Alexander Korda
- 1934 : La Meunière débauchée (La Traviesa molinera) de lui-même
- 1949 : La Pêche au trésor (Love Happy) de David Miller[20]